# علی‌محمد خواجه‌نوری
سپهبد علی‌محمد خواجه‌نوری (درگذشته ۲۰ فروردین ۱۳۵۸) فرمانده ستاد عملیات ارتش شاهنشاهی ایران در زمان محمدرضا پهلوی بود. و از امضا کنندگان اعلامیه بی‌طرفی ارتش در ۲۲ بهمن ۱۳۵۷ بود.

## زندگی‌نامه
او یکی از افسران مسلط به دانش نظامی در نیروی زمینی شاهنشاهی ایران بود، همچنین او از امضاءکنندگان اعلامیه بی‌طرفی ارتش شاهنشاهی ایران بود. پس از انقلاب با محکومیت در دادگاه انقلاب به دست این دادگاه به قتل رسید. حکم تیرباران او به همراه جمعی دیگر در سحرگاه ۲۰ فروردین ۱۳۵۸ اجرا شد.